# ماريانا سومان
ماريانا سومان (بالرومانية: Mariana Suman)‏ هي منافسة ألعاب القوى رومانية، ولدت في 29 يوليو 1951 في رومان، رومانيا في رومانيا.

## وصلات خارجية
- ماريانا سومان على موقع الاتحاد الدولي لألعاب القوى (الإنجليزية)
- ماريانا سومان على موقع اللجنة الأولمبية الدولية (الإنجليزية)
- ماريانا سومان على موقع أوليمبيديا (الإنجليزية)
- ماريانا سومان على موقع اللجنة الأولمبية الرومانية (الرومانية)